# Унчешть (Нямц)
Унчешть, Унчешті (рум. Uncești) — село у повіті Нямц в Румунії. Входить до складу комуни Секуєнь.
Село розташоване на відстані 274 км на північ від Бухареста, 33 км на схід від П'ятра-Нямца, 68 км на південний захід від Ясс.

## Населення
За даними перепису населення 2002 року у селі проживали 172 особи, усі — румуни. Рідною мовою 171 особа (99,4%) назвала румунську.